# Xã Shible, Quận Swift, Minnesota
Xã Shible (tiếng Anh: Shible Township) là một xã thuộc quận Swift, tiểu bang Minnesota, Hoa Kỳ. Năm 2010, dân số của xã này là 124 người.